# سولفات قلع (II)
سولفات قلع(II) (به انگلیسی: Tin(II) sulfate) با فرمول شیمیایی SnSO۴ یک ترکیب شیمیایی است. که جرم مولی آن 214.77 g/mol می‌باشد. شکل ظاهری این ترکیب، بلورهای جامد سفید مایل به زرد است